# Suomi NPP

Emblem NPOESS Preparatory Project

Suomi NPP (Suomi National Polar-orbiting Partnership; frühere Bezeichnung NPOESS Preparatory Project) ist ein Wetter- und Umweltsatellit der NASA und NOAA. Er wurde im Januar 2012 nach dem amerikanischen Meteorologen Verner E. Suomi benannt, der als Vater der Satellitenmeteorologie gilt.

## Planung
Der Satellit war ein Prototyp der von NASA und NOAA geplanten Wettersatellitenkonstellation NPOESS (Nationales operationelles Umweltsatellitensystem im polaren Orbit), welche aus sechs Satelliten besteht und ab 2013 gestartet werden sollte. Neben der Erfassung von Wetterdaten sollten diese Satelliten auch Informationen liefern, um die Auswirkungen der globalen Klimaerwärmung zu studieren.
Die Instrumente an Bord dienen der Messung der atmosphärischen Temperatur und Feuchtigkeitskonzentration, der Wolkendarstellung, der Messung der Temperatur der Meeresoberfläche und der Ozonkonzentration in der Erdatmosphäre, der biologischen Produktivität an Land und im Ozean, der Aerosol-Konzentrationen und der Strahlungsbilanz des Klimasystems.

## Mission
Suomi NPP wurde am 28. Oktober 2011 um 09:48 Uhr UTC mit einer Delta II 7920-10C von der Startrampe SLC-2W der Vandenberg Air Force Base in eine sonnensynchrone Umlaufbahn gebracht. Die eingesetzte Delta-Rakete verwendete die kürzere Version der beiden verfügbaren Nutzlastverkleidung mit 3,05 m Durchmesser und bestand aus kohlenstofffaserverstärktem Kunststoff. Der Start war ursprünglich für 2010 geplant, doch verschob er sich aufgrund von Problemen bei der amerikanischen Wetterorganisation NOAA und bei der NASA.
Mit der Rakete wurden zusätzlich sechs Nanosatelliten der NASA-Mission Educational Launch of Nanosatellites 3 (Elana 3) in den Orbit gebracht. Sie wurden von Studenten verschiedener Universitäten gebaut. Alle beruhen auf dem standardisierten Cubesat-Format, einem von der California Polytechnic State University entworfenen System zur kostengünstigen Entwicklung von Nanosatelliten. Sie verfolgen verschiedene Ziele: So sollen etwa die Satelliten RAX-2 (Radio Aurora Explorer der University of Michigan) und die identischen DICE 1 und DICE 2 des Space Dynamics Laboratory die Ionosphäre der Erde genauer untersuchen. Besonders erwähnenswert ist Explorer 1 [Prime] Unit 2 (E1P-U2), der als Ersatzexemplar von Explorer 1 [Prime] (E1P) hergestellt wurde. E1P war eine moderne Nachbildung des ersten amerikanischen Satelliten Explorer 1, ging aber bei einem Fehlstart einer Taurus-XL-Rakete am 4. März 2011 neben zwei weiteren Nanosatelliten und der NASA-Mission Glory verloren. AubieSat-1 wurde im Rahmen des Auburn University Student Satellite Program (AUSSP) entwickelt und sendet über der Bodenstation ein kontinuierliches Signal aus, welches über Signalabweichungen eine Kontrolle der Steuerung des Satelliten ermöglicht. M-Cubed des University of Michigan’s Student Space Systems Fabrication Lab (S3FL) wiederum dient der Erdbeobachtung.

## Technik

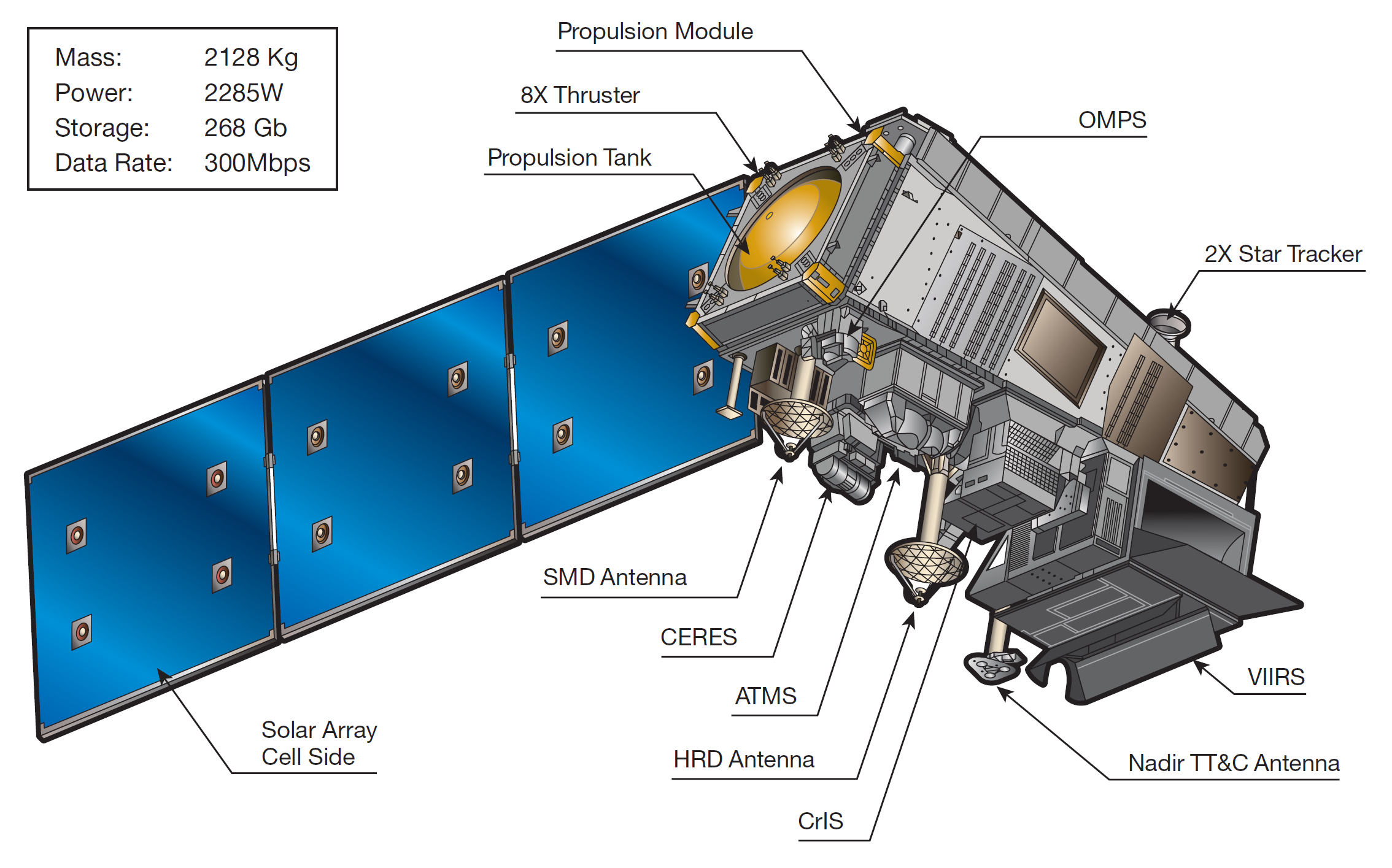

Der dreiachsenstabilisierte Satellit basiert auf dem Satellitenbus BCP 2000 für Erdbeobachtungssatelliten von Ball Aerospace. Er ist mit einem internen MIL-STD-1553- und FireWire-Netzwerk und fünf Instrumenten ausgestattet, die von früheren Wetter- und Umweltsatelliten wie etwa Terra, Aqua, POES oder den militärischen DMSP-Wettersatelliten stammen. Diese sind:
- Visible/Infrared Imager Radiometer Suite (VIIRS) – ein im sichtbaren und infraroten Bereich arbeitendes 22-Kanal-Radiometer, das Bilder der Erde liefert
- Cross-track Infrared Sounder (CrIS) – ein Michelson-Interferometer zur Messung der Temperatur und Feuchtigkeitskonzentration der Erdatmosphäre
- Advanced Technology Microwave Sounder (ATMS) – ein im Mikrowellen-Bereich arbeitendes, passives 22-Kanal-Radiometer zur Messung von Temperatur- und Feuchtigkeitsprofilen der Erdatmosphäre
- Ozone Mapping and Profiler Suite (OMPS) – ein Messgerät zur Bestimmung der Ozonkonzentration
- Clouds and Earth Radiant Energy System (CERES) – ein Dreikanal-Radiometer zur Bestimmung der Albedo und des Gesamtenergiehaushaltes der Erde

Der Satellit hat einen Energieverbrauch von maximal 2285 Watt (2600 liefert maximal der Bus EOL), eine Speicherkapazität von 343 Gigabit und eine Datenübertragungsrate zur Erde von 300 Megabit pro Sekunde (X-Band). Die geplante Lebensdauer des Satelliten beträgt 7 Jahre, wobei die Mission nur 5 Jahre dauern soll.